# Фернандес, Марлон
Марлон Антонио Фернандес Хименес (исп. Marlon Antonio Fernández Jiménez; родился 16 января 1986 года в Сан-Кристобаль) — венесуэльский футболист, полузащитник клуба «Депортиво Тачира» и сборной Венесуэлы.

## Клубная карьера
Фернандес — воспитанник клуба «Депортиво Тачира». В 2004 году он дебютировал в венесуэльской Примере. За время выступлений за клуб Марлон дважды стал чемпионом Венесуэлы. Летом 2010 года Фернандес перешёл в «Депортиво Лара». 8 августа в матче против «Сулии» он дебютировал за новую команду. 24 сентября в поединке против «Саморы» Марлон забил свой первый гол за «Депортиво Лара».
В начале 2012 года Фернандес на правах аренды перешёл в болгарский «Черно море». В матче против «Левски» он дебютировал в чемпионате Болгарии. В поединке против «Минёра» Марлон забил свой первый гол за «Черно море».
В начале 2013 года Фернандес вернулся в «Депортиво Лара». В матчах Кубка Либертадорес против аргентинского «Ньюэллс Олд Бойз» и парагвайской «Олимпии» он забил по голу. Летом 2013 года Фернандес был отдан в аренду в чилийский «Депортес Антофагаста». 28 июля в матче против «Унион Эспаньола» он дебютировал в чилийской Примере. 3 ноября в поединке против «Уачипато» Марлон забил свой первый гол за «Депортес Антофагаста».
В начале 2015 года Фернандес на правах аренды присоединился к колумбийскому «Депортиво Пасто». 16 февраля в матче против «Онсе Кальдас» он дебютировал в Кубке Мустанга. 23 февраля в поединке против «Атлетико Насьональ» Марлон забил свой первый гол за «Депортиво Пасто». В начале 2016 года Фернандес подписал контракт с «Карабобо». 31 января в матче против «Петаре» он дебютировал за новую команду. 13 февраля в поединке против «Депортиво Ансоатеги» Марлон забил свой первый гол за «Карабобо».

## Международная карьера
13 мая 2009 года товарищеском матче против сборной Коста-Рики Фернандес дебютировал за сборную Венесуэлы.

## Достижения
- Чемпион Венесуэлы (3): 2007/08, 2010/11, 2021